# Pakan Rabaa
Pakan Rabaa is een bestuurslaag in het regentschap Solok Selatan van de provincie West-Sumatra, Indonesië. Pakan Rabaa telt 5893 inwoners (volkstelling 2010).